# Werrahochwasser 1909

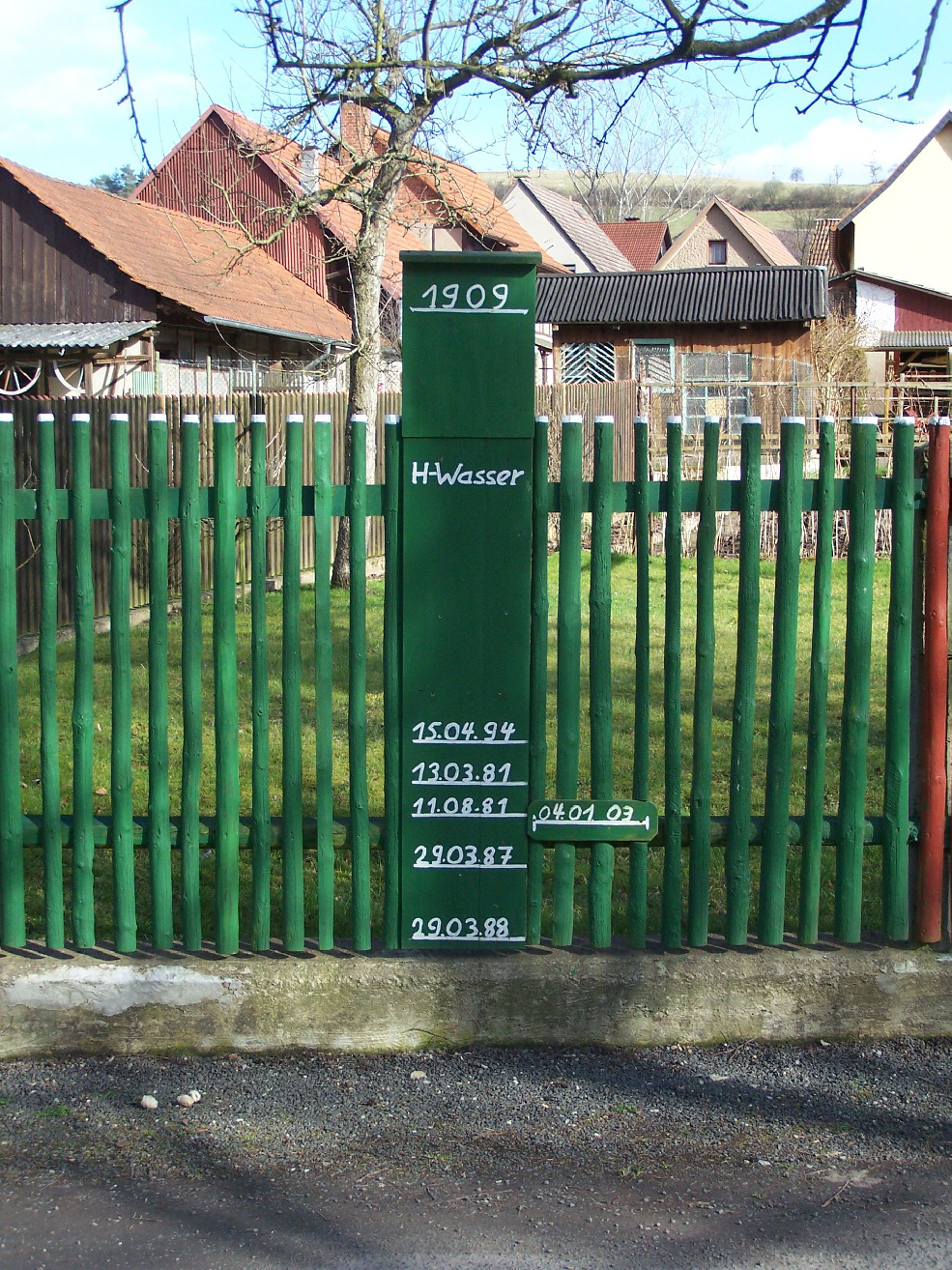
Hochwassermarke in Frankenroda

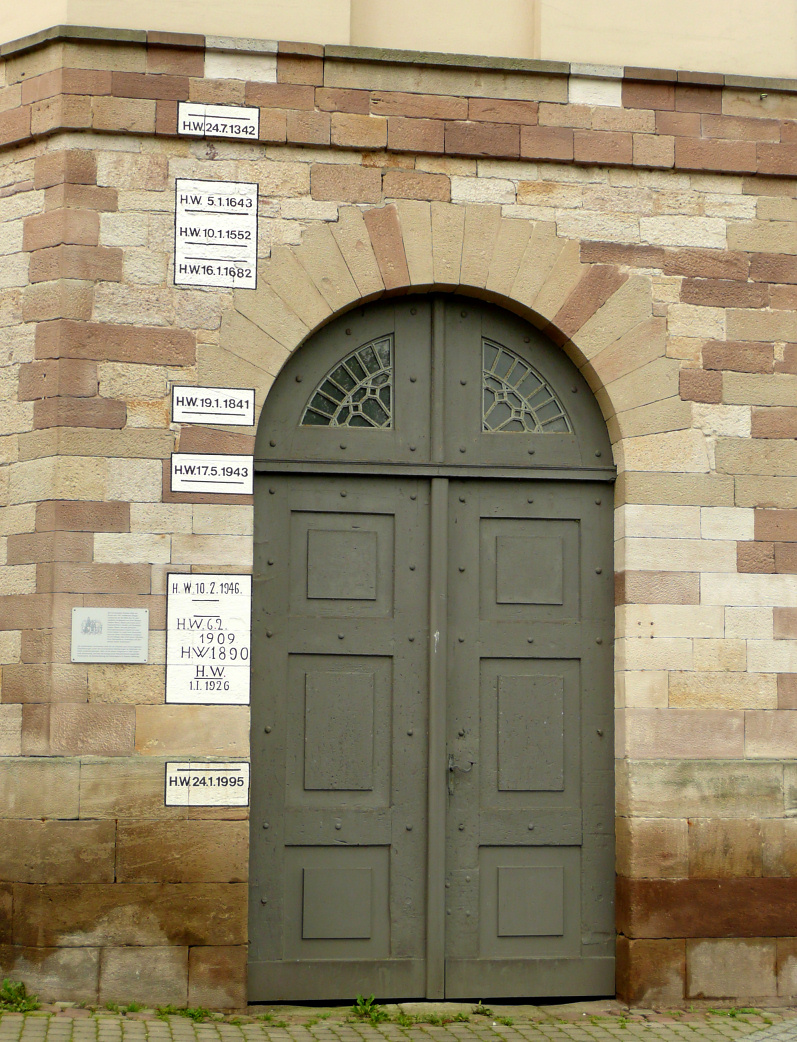
Hochwassermarken am Packhof an der Wanfrieder Schlagd in Hann. Münden mit dem Datum 6. Februar 1909

Das Werrahochwasser 1909 war ein Jahrhunderthochwasser der Werra im Februar 1909.

## Ursachen
Im Thüringer Wald setzte Ende Januar, nach zunächst wochenlanger Trockenheit ein ergiebiger Schneefall ein, welcher bei noch mäßigem Frost zu örtlich über einen Meter messenden Schneedecken führte, im Tiefland wurden durchschnittlich 20 bis 60 cm gemessen. Am 3. Februar führte eine plötzliche Wetteränderung bei Südwestwind sehr starke Regenmengen mit sich (Meteorologische Station Schmücke: 97,8 mm Niederschlag). Gleichzeitig stieg die Lufttemperatur über den Gefrierpunkt, die Schneeschmelze setzte nun heftig ein; Regen und der entstandene Eisgang (die Werra war teilweise mit einem halben Meter Eis bedeckt) führten so zu einem der größten Hochwasserereignisse der Werra. Während die Meininger Innenstadt bereits am 5. Februar überflutet war, war der Höchststand der Werra mit 7,49 m in Hannoversch Münden am 7. Februar zu vermelden. Der durchschnittliche Pegel liegt dort bei 1,89 m. In den folgenden Tagen setzte mit der Wetteränderung erneut Frost ein.

## Auswirkungen
- Hann. Münden: Werra und Fulda vereinigten sich am Marktplatz zur Weser
- Gerstungen: Pegelstand 4,52 m, der durchschnittliche Pegel liegt bei 2,62 m.
- Heimboldshausen: Elektrizitätswerk der Hattorf-Werke war überflutet, zehn Arbeiter eingeschlossen.
- Vacha: am Untertor stand die Werra 50 cm hoch
- Bad Salzungen: Silge und Bahnhofstraße standen unter Wasser
- Immelborn: Überflutung des Dammes der Bahnstrecke Immelborn–Steinbach

## Schadensbilanz
Im Hochwasserverlauf kamen in Thüringen mehrere Menschen in den Fluten um. Die durch zahlreiche Deichbrüche hervorgerufenen Schäden an landwirtschaftlichen Nutzflächen waren enorm, hinzu kamen Schäden an 50 Wehr- und Brückenanlagen und an den Bahnanlagen. Die überfluteten Straßen und Wege waren durch tiefe Risse und Unterspülungen schadhaft und teilweise unpassierbar. Die Zahl der überfluteten Keller und Wohnungen und die damit verbundenen Sachschäden wurden von Untersuchungskommissionen vor Ort ermittelt.